# أحمد الهلالي
أحمد الهلالي كاتب وأديب سعودي، ولد في حالة عمار التابعة لمنطقة تبوك عام 1394هـ (1974م)، يكتب في صحيفة مكة، وصدرت له العديد من المؤلفات الأدبية والنقدية من أبرزها رواية (سدرة المنتهى)، وكتاب (الأندية الأدبية: النشأة والتطور، والأثر في تشكيل الوعي الثقافي).

## التعليم
- درس المرحلة المتوسطة في مدرسة الزبير بن العوام في أم الحطب، والمرحلة المتوسطة مدرسة الرازي في أضم، كما درس المرحلة الثانوية في الفيصل بجدة.[5]
- حاصل على درجة البكالوريوس من جامعة الملك عبد العزيز في جدة.
- حاصل على درجة الماجستير من جامعة الطائف.
- حاصل على درجة الدكتوراه في الأدب والبلاغة من الجامعة الإسلامية في المدينة المنورة عام 2016م، وكان موضوع رسالته (النور والظلام في الشعر السعودي).[6]

## العمل
- عضور هيئة التدريس بجامعة الطائف من عام 1436هـ.[7]
- عضو مجلس إدارة نادي الطائف الأدبي.
- المسؤول الإداري بنادي الطائف الأدبي.[8]
- رئيس جماعة فرقد الإبداعية.[9]

## إصدارات
- (الغراب في الشعر الجاهلي) صدر عن نادي الطائف الأدبي عام 2013م.[10]
- ديوان (رفيف رئة) صدر عن نادي الباحة الأدبي عام 2013م.[11]
- (سدرة المنتهى) رواية. صدرت عن نادي حائل الأدبي ودار المفردات 2015م.[12]
- (الأندية الأدبية: النشأة والتطور، والأثر في تشكيل الوعي الثقافي) صدر عن نادي مكة الأدبي ومؤسسة الانتشار العربي عام 2015م.[13]
- (ديوان لقيط بن زرارة وابنته دختنوس) [تحقيق]. صدر عن سلسلة كتاب المجلة العربية عام 2015م.[14]
- ديوان (أرق الظلال). صدر عن نادي أبها الأدبي ومؤسسة الانتشار العربي عام 2016م.[15]
- (النور والظلام في الشعر السعودي) صدر عن نادي جدة الأدبي ومؤسسة الانتشار العربي عام 2016م.[16]

## محاضرات وأمسيات
- أمسية شعرية نظمها نادي الباحة الأدبي عام 2013م بالاشتراك مع الشاعر راشد القثامي.[17]
- أمسية شعرية نظمها منتدى عبقر في نادي جدة الأدبي عام 2016م بالاشتراك مع الشاعرة لطيفة قاري.[18]
- (وعي الشاعر السعودي بالأمن الفكري) ورقة ألقاها في مؤتمر الأدباء السعوديين الخامس عام 2016م.
- أمسية قصصية نظمها نادي جدة الأدبي عام 2017م عن تجربة الهلالي الأدبية في كتابة الرواية والشعر.[19]
- محاضرة (الحوار بوصفه ثقافة) مركز الملك عبد العزيز للحوار الوطني بالتعاون مع النادي الأدبي الثقافي بالطائف عام 2020م.[20]